# 湖月堂老舗

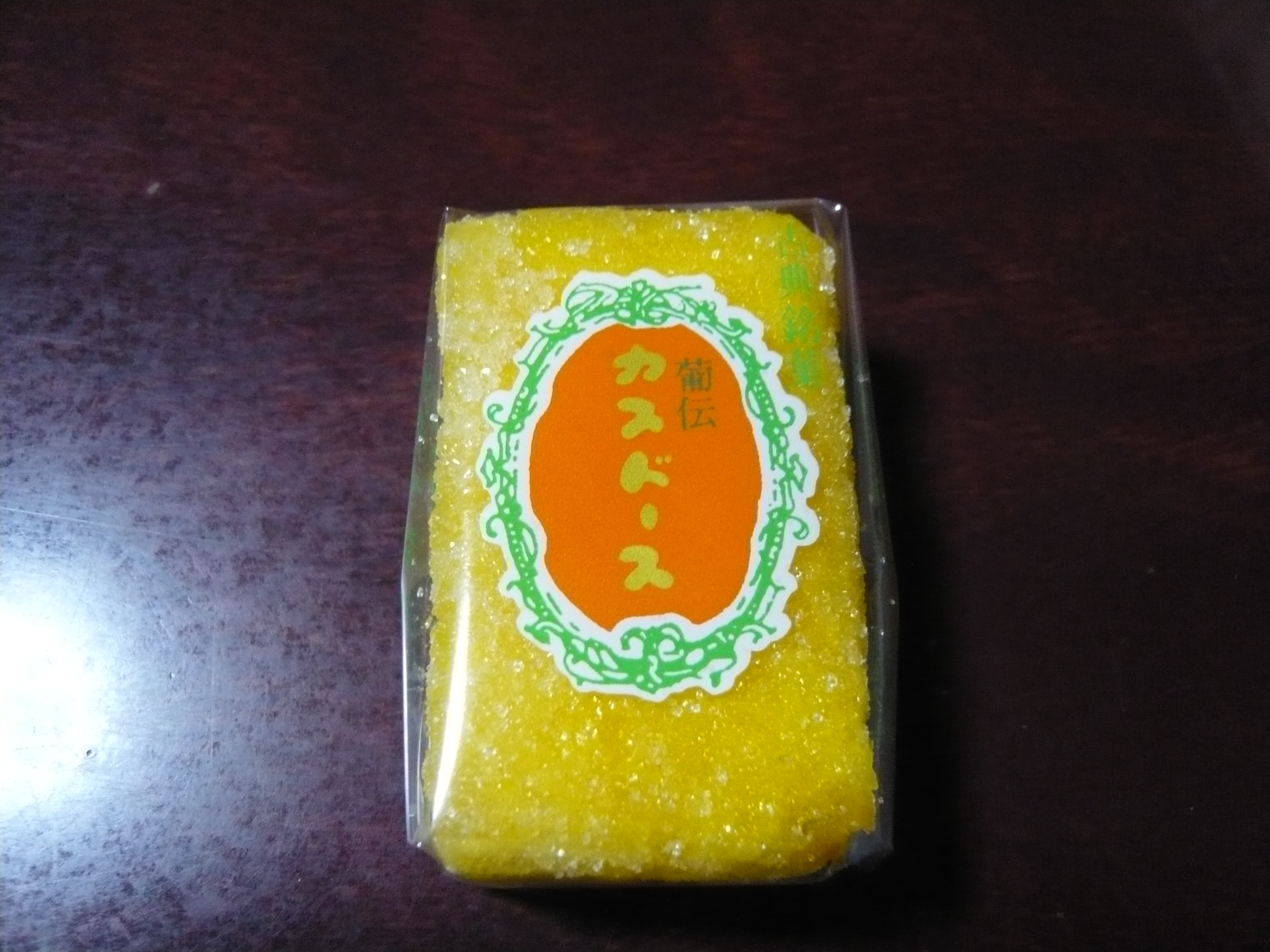
カスドース

湖月堂老舗（こげつどうろうほ）は、長崎県平戸市にある有限会社平戸物産館（ひらどぶっさんかん）が運営する和菓子店である。登録商標（第3311082号）のカスドースで知られている。

## 概要
湖月堂老舗の先々代 佐野屋増時（さのや ますとき）は、松浦藩に伝わる『百菓之図』を基に、松浦藩門外不出のお留菓子カスドースを昭和初期に復活させた。1953年（昭和28年）、第1回全国菓子工芸展にカスドースを出品し、厚生大臣賞を受賞した。1954年（昭和29年）には商標登録が認可された。

## 歴史
- 1977年（昭和52年） - 平戸物産館が開業[2]。
- 2007年（平成19年） - 工場を浦の町旧店舗から平戸物産館内に移転[3]。
- 2009年（平成21年）12月1日 - 湖月堂老舗に後継者問題が生じ、事業を平戸物産館に継承[2]。平戸物産館内に店舗移転[4]。